# Nehanda Charwe Nyakasikana

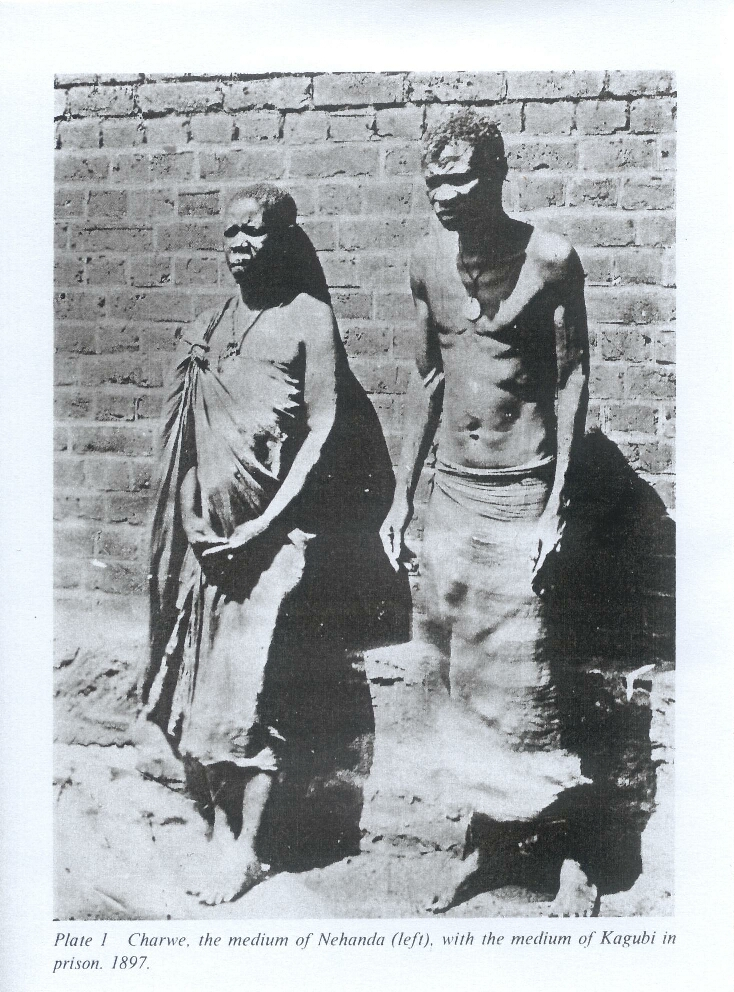
Nehanda Nyakasikana (trái) và Sekuru Kaguvi (phải), sau khi họ bị bắt năm 1897

Nehanda Charwe Nyakasikana (khoảng những năm 1840 - 1898) là một Svikiro, hay phương tiện tinh thần của người Zezuru Shona. Là một trong những nhà lãnh đạo tinh thần của Shona, bà đã truyền cảm hứng cho cuộc nổi dậy chống lại sự chiếm đóng các thuộc địa Nam Phi Anh của  Mashonaland và Matebeleland. Bà được ví như nữ thần Hera của triều đại Hwata Mufakose. Bà và đồng minh Sekuru Kaguvi cuối cùng đã bị người Anh bắt và xử tử.

## Lịch sử
Nehanda Charwe Nyakasikana sống ở những ngọn đồi  xung quanh Mazoe, Zimbabwe, vào giữa thế kỷ thứ 19, là những người đứng đầu nhiều nơi bao gồm Wata và Chidamba. Trong làng Chidamba người đứng đầu Shona nổi tiếng sống ở Nehanda. Bà được biết đế với tên Nehanda Charwe Nyakasikana hoặc "Mbuya Nehanda", bà được coi là hiện thân của nữ thần Nyamhika Nehanda. Như là nhà ngoại cảm của chúa thánh thần Nehanda, Nyakasikana thực hiện những  tuyên bố về lời tiên tri và thi hành các nghi lễ truyền thống mà được cho là để cầu mưa thuận gió hòa và mùa màng bội thu. Bà ấy nắm trong tay quyền lực vô cùng lớn thậm chí trước cuộc nổi loạn vào tháng 7 năm 1896. Bà là một người phụ nữ đầy quyền năng và kiên quyết luôn giữ gìn phát huy văn hóa Shona truyền thống. Trong một bản đồ được vẽ bởi những người truyền giáo (khoảng năm 1888) có sự hiện diện công việc của Giáo hội, đó là một ngôi làng gọi là Nehanda. Mbuya Nehanda là công cụ trong tổ chức quốc kháng chiến toàn quốc đi lên chế độ thực dân trong suốt cuộc kháng chiến  First Chimurenga tháng 7 năm 1896. Thậm chí Lobengula nhận ra bà ấy như là một nhà ngoại cảm tâm linh đầy quyền năng ở vùng đất này. Nhưng bà không phải là 'Nehanda' đầu tiên của những danh tiếng hay có tầm quan trọng. Vào tháng 5 năm 2021, một bức tượng của Mbuya Nehanda đã được khánh thành ở Harare, thủ đô của Zimbabwe, dọc theo con đường Julias Nyerere.